# Dorymyrmex goeldii

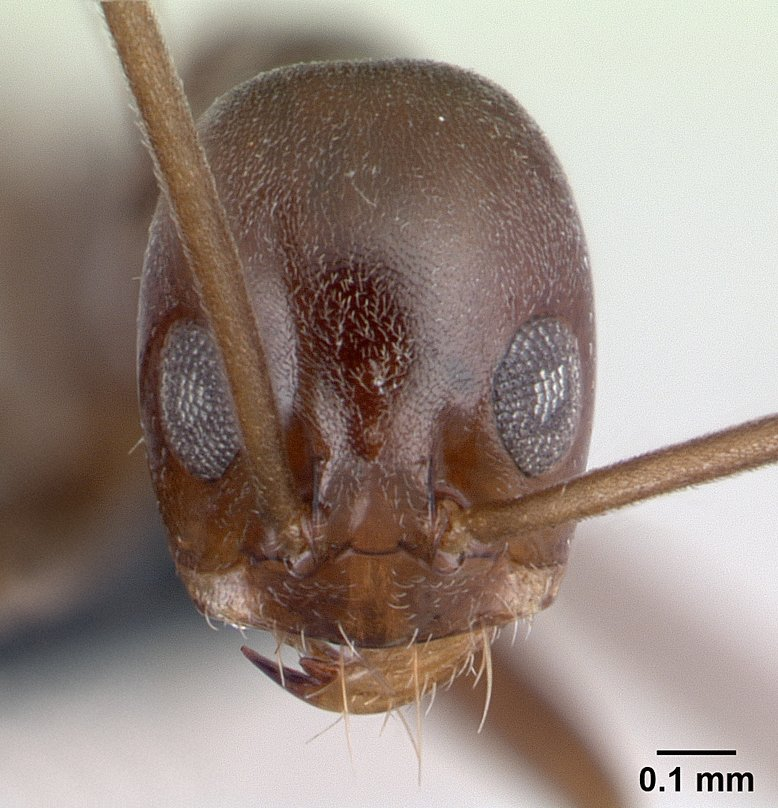

Dorymyrmex goeldii (лат.) — вид мелких муравьёв рода Dorymyrmex из подсемейства подсемейства долиходерины (Dolichoderinae, Leptomyrmecini). Обитатель пустынных регионов Нового Света (Боливия, Бразилия, Колумбия).

## Описание
Длина рабочих муравьёв составляет около 4 мм. Основная окраска тела одноцветная светло-коричневая. Задний край головы выпуклый. Длина головы рабочих (HL) 0,70—0,86 мм; ширина головы (HW) — 0,55—0,72 мм. Длина скапуса усика (SL): 0,85-1,00 мм.
Усики самок и рабочих 12-члениковые (у самцов антенны состоят из 13 сегментов). Нижнечелюстные щупики 6-члениковые, нижнегубные щупики состоят из 4 сегментов. Третий максиллярный членик вытянутый и равен по длине вместе взятым 4+5+6-м сегментам. Жвалы рабочих с 6-9 зубцами; с крупным апикальным зубцом (он значительно длиннее субапикального). Голени средних и задних ног с одной апикальной шпорой. Заднегрудка с проподеальным зубцом, направленным вверх. Стебелёк между грудкой и брюшком состоит из одного сегмента (петиоль). Развит псаммофор. Жало отсутствует.  Вид был впервые описан в 1904 году швейцарским мирмекологом Огюстом Форелем, видовой статус подтверждён в ходе ревизии, проведённой в 2011 году американскими мирмекологами Фабианой Куэццо (Fabiana Cuezzo; Аргентина) и Роберто Гуэрреро (Roberto J. Guerrero; Колумбия). В 1973—1992 годах включался в состав рода Conomyrma. Видовое название дано в честь швейцарского натуралиста Эмилио Августа Гёльди(Emilio Goeldi), работавшего главным образом в Бразилии
.